# Arnfinn Bergmann
Arnfinn Bergmann (* 14. Oktober 1928 in Trondheim; † 13. Februar 2011) war ein norwegischer Skispringer und Fußballspieler.

## Werdegang
Im Winter 1947/48 wurde er mit dem Freidig FK norwegischer Fußballmeister. Im selben Jahr wurde er auch norwegischer Juniorenmeister im Skispringen, und so konzentrierte er sich in seiner Karriere in der Folge auf den Wintersport.
Bei den Nordischen Skiweltmeisterschaften 1950 in Lake Placid gewann er die Bronzemedaille, bei den Olympischen Winterspielen 1952 im heimischen Oslo auf dem Holmenkollbakken die Goldmedaille. Da die Nordischen Skiweltmeisterschaften im Rahmen der Olympischen Spiele ausgetragen wurden, wurde er mit seinem Olympiasieg zugleich Weltmeister.
1953/54 nahm er an der Vierschanzentournee teil. Er erreichte in Oberstdorf den 21., in Garmisch-Partenkirchen den vierten, in Innsbruck den dritten und in Bischofshofen den zweiten Rang. 1955 gewann Bergmann die dritte Ausgabe der Schweizer Springertournee. In den Jahren 1952, 1953 und 1958 wurde er norwegischer Meister. 1956 erhielt Bergmann die Holmenkollen-Medaille, drei Jahre später beendete er seine Karriere.
Arnfinn Bergmann verstarb am 13. Februar 2011 nach kurzer Krankheit.